# Amma Asante (Politikerin)

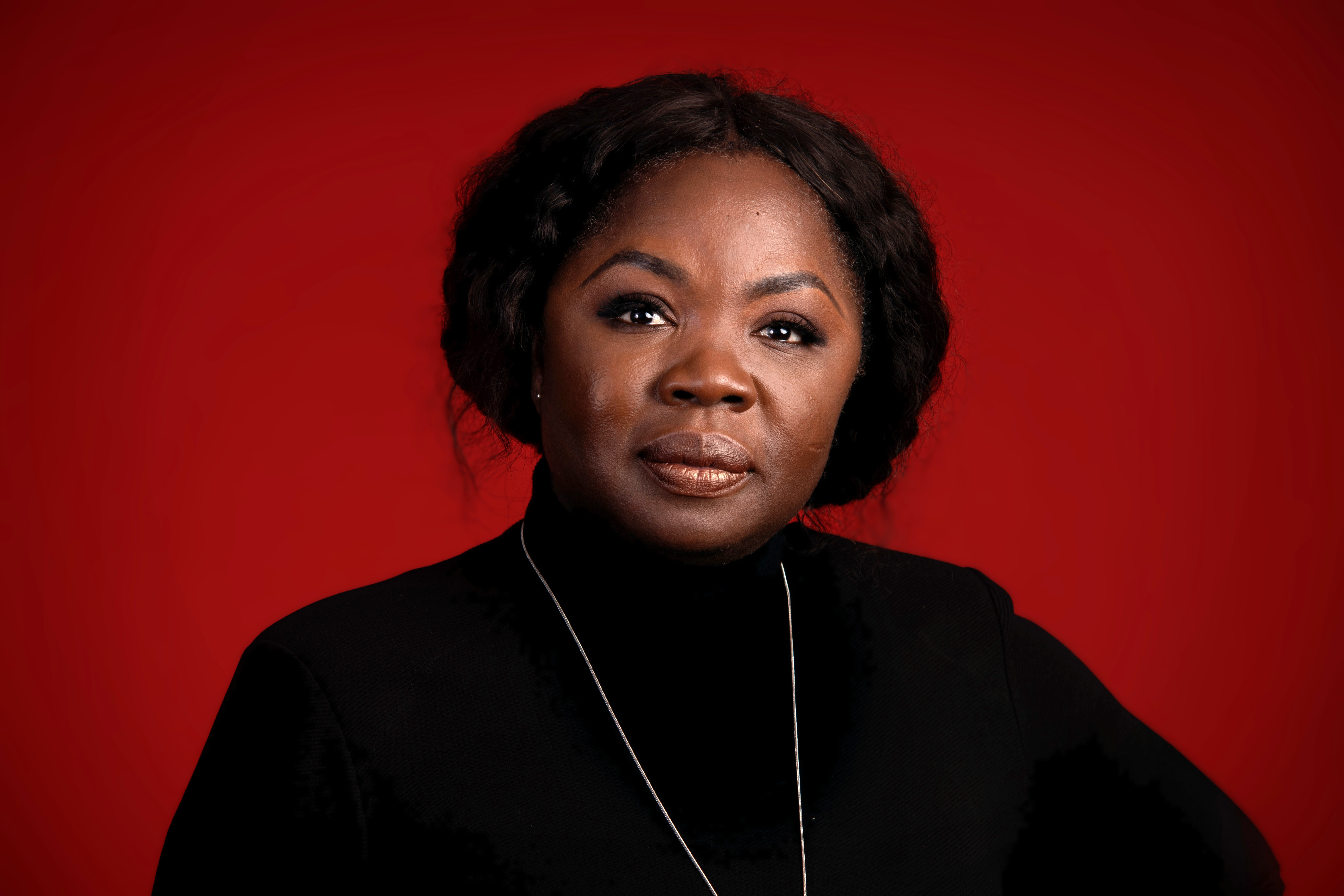
Amma Asante 2020

Amma Asante (geboren am 14. Mai 1972 in Kumasi) ist eine niederländische Politikerin, die 2016 für die Partij van de Arbeid ins niederländische Parlament einzog. 

## Politische Karriere
Amma Asante schloss ein Studium in Politikwissenschaften an der Universiteit van Amsterdam mit einem Master ab. Sie war acht Jahre lang im Gemeinderat von Amsterdam, bevor sie im September 2016 als Nachrückerin für die Partij van de Arbeid in das niederländische Parlament kam. Sie hatte bei den Parlamentswahlen von 2012 den Einzug ins Parlament knapp verpasst, da die Partei nur 14 Sitze für sich sichern konnte. Amma Asante stand auf Platz 15 der Liste. Sie blieb bis zu den Neuwahlen 2017 Mitglied des Parlaments. Am 15. September 2022 wurde sie für fünf Jahre zur Vorsitzenden des niederländischen Commissariaat voor de Media ernannt.